# Badbrunnen

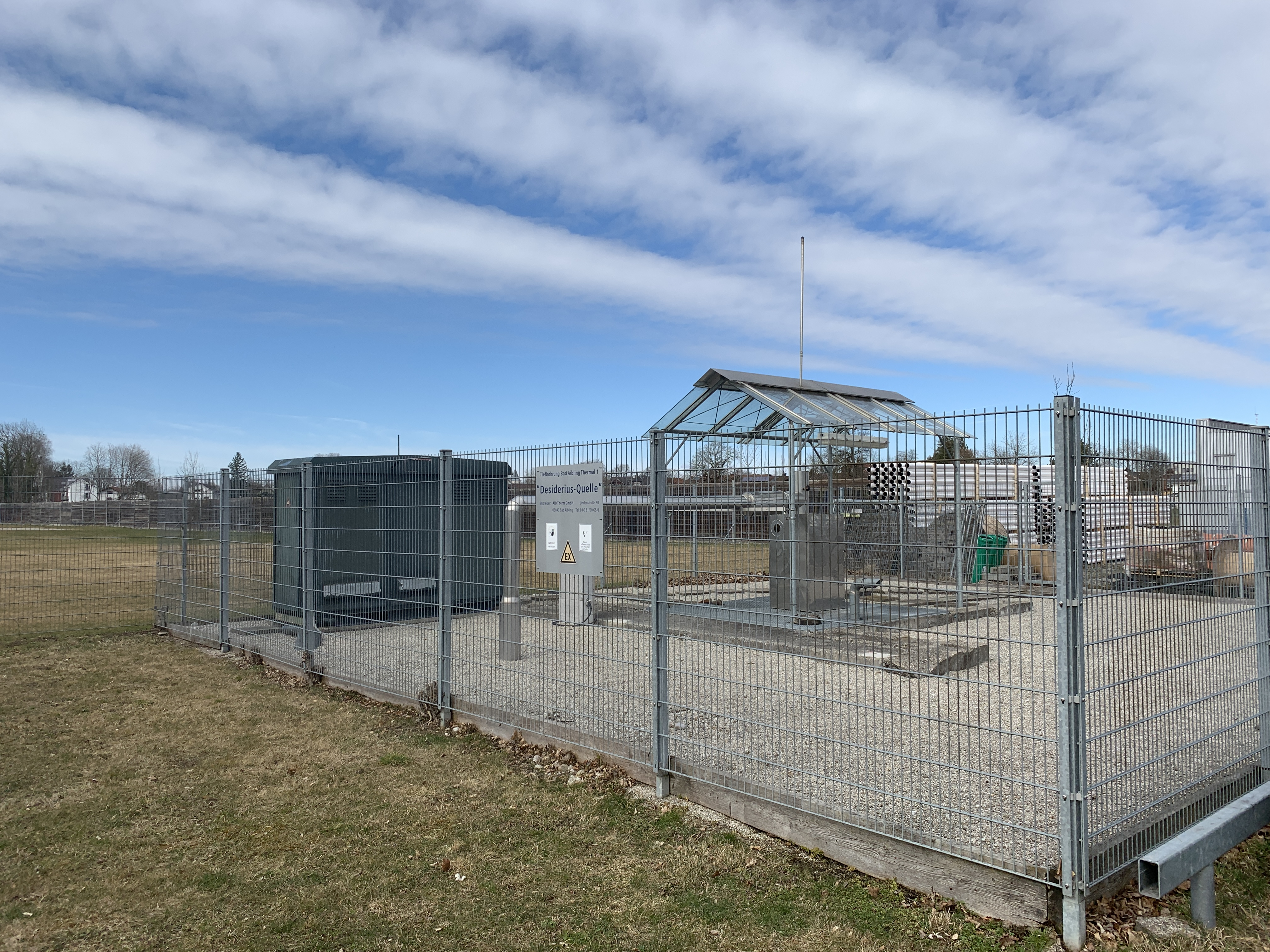
Desiderius-Quelle (versorgt die Badeanstalt Therme Bad Aibling)

Ein Badbrunnen ist ein Brunnen in unmittelbarer Nähe eines Badehauses, welcher dieses mit Wasser versorgt.
Es ist ein überwiegend im süddeutschen Raum gebrauchter Begriff für die Quellfassung des öffentlichen, von einem Bader betriebenen Bades, im Gegensatz zu anderen Brunnen wie z. B. Kirchbrunnen oder Gemeindebrunnen. 
Badbrunnen ist heute noch bisweilen eine Ortsbezeichnung, oft ohne Wasserquelle.